# Crown-Indigenous Relations and Northern Affairs Canada
Das Indigenous and Northern Affairs Canada (INAC, englisch) bzw. wegen der staatlichen kanadischen Zweisprachigkeit gleichberechtigt auch Affaires autochtones et du Nord Canada (AANC, französisch) ist ein Bereich der Regierung Kanadas. Bis 2015 führte es den Namen Department of Aboriginal Affairs and Northern Development  bzw. Affaires autochtones et Développement du Nord Canada und bis 2011 Department of Indian Affairs and Northern Development, auch Indian and Northern Affairs Canada, im Französischen analog Affaires indiennes et du Nord Canada. Der Bereich ist für die politischen Beziehungen von Regierungsinstitutionen zu den First Nations des Landes verantwortlich, also für die zu den Nations der Status-Indianer, sowie zusätzlich für die drei nördlichen Territorien und deren Bewohner. Dadurch fallen auch Inuit und Métis in das Ressort, die nicht zu den First Nations zählen.
Das Ministerium wird von mehreren Ministeren für ihren jeweiligen Aufgabenbereich getrennt gelenkt. Einerseits gibt es den Minister für die Beziehungen zwischen dem Staat und den Autochthonen und für Angelegenheiten des Nordens Marc Miller (Minister of Crown-Indigenous Relations and Northern Affairs) für alle grundlegenden Fragen, und andererseits die Ministerin für Dienstleistungen für Autochthone Patricia Hajdu (Minister of Indigenous Services), deren Tätigkeit deutlicher anwendungsorientiert ist. Zusätzlich unterstehen Teile auch noch dem Minister für die Entwicklung des Nordens Dan Vandal (Minister of Northern Affairs).

## Geschichte
Das Department of Indian and Northern Affairs entstand als Abzweig des Innenministeriums und war seit John A. Macdonald für alle Vorgänge im Zusammenhang mit dem Dominion Lands Act von 1872 zuständig. Dieses Gesetz diente als Grundlage für die vorgesehene Besiedlung der Prärien Zentralkanadas und war bis 1918 gültig. Für einen geringen Preis konnten Siedler 160 bzw. 320 Acre Land erwerben. So war von Anfang an klar, dass Indian and Northern Affairs in der Hauptsache der Landerschließung und der seiner Ressourcen diente. Die betroffenen Völker wurden überwiegend als Hindernis betrachtet, ihre Integration sollte in vollständiger Assimilation enden. 1867 bis 1936 stand dem Ressort ein Superintendent-General of Indian Affairs vor.
Als 1936 die Provinzen Alberta, Saskatchewan und Manitoba ihre souveränen Rechte über ihre natürlichen Ressourcen zurückerhielten, wurde das Ministerium für Indianische und Nördliche Angelegenheiten konsequenterweise dem Department of Mines and Resources unterstellt, da sich der Wirtschaftsschwerpunkt auf Bodenschätze verlagert hatte. Doch inzwischen genügte eine rein rohstofforientierte Politik nicht mehr. Zudem wehrten sich die First Nations, die Métis und auch die Inuit gegen die häufig rücksichtslose Unterordnung ihrer Bedürfnisse unter Ressourcen- und mithin wirtschaftliche Fragen.
Da also die Zielvorstellungen offenbar nicht mehr ausreichten, um wenigstens eine hinreichende soziale und medizinische Versorgung zu gewährleisten, wurde die Northern Administration and Lands Branch 1951 eingerichtet, die wiederum in das Department of Northern Affairs and National Resources mündete (1953).
Schon 1950 wurde die Verantwortung für Indian Affairs dem Minister of Citizenship and Immigration zugeordnet, eine organisatorische Trennung, die im Norden den Fokus auf Ressourcen fixierte, bei den Status-Indianern eher auf eine Art von Einwanderung – eine auf Dauer nicht tragbare räumliche Trennung.
So entstand 1966 das Department of Indian Affairs and Northern Development, auch als Indian and Northern Affairs Canada bekannt. Mit dem Namen wurde zumindest der Schwerpunkt von der reinen Wirtschaftsförderung auf die betroffenen Gesellschaften verlagert.
Dazu wurden verschiedene Abteilungen gebildet, bzw. mit bestimmten Ämtern zunehmend zusammengearbeitet. Für die Verträge, die mit den indigenen Völkern geschlossen wurden, ist etwa ein Treaty Policy Directorate zuständig, für die ursprünglich nicht beteiligten Métis und Nicht-Status-Indianer gibt es ein Office of the Federal Interlocutor for Métis and Non-Status Indians.
Zwar wurden 1983 und 1986 Vorschläge und Empfehlungen ausgearbeitet, dass die First Nations nach eigenen Kriterien ihre Mitgliederrollen führen sollten, bzw. dass das Ministerium in dem Maße aufgelöst werden sollte, in dem den indigenen Gemeinschaften ihre Rechte übertragen wurden, aber dies ist nie durchgeführt worden, so dass das Ministerium fortbesteht. Im Gegenteil wurde seine Kompetenz auf Métis und Nicht-Status-Indianer in gewisser Weise ausgedehnt.
Insgesamt ist die Organisation umstritten, denn manche First Nations sehen sich von ihr nur einseitig oder gar nicht vertreten. Sie meinen, sie sei anfällig für Lobbyismus und Trägheit, was sich in den letzten Jahren besonders bei der Trinkwasserversorgung gerade kleinerer Reservate zeigte.
Minister war bis 2010 Chuck Strahl mit dem Titel: Minister of Indian Affairs and Northern Development and Federal Interlocutor for Métis and Non-Status Indians. Strahl, Jahrgang 1957, wurde seit 1993 mehrfach ins Parlament gewählt, immer wieder zuständig für Wirtschaftsentwicklung. Damit liegt er in der historischen Linie der Institution. Von Februar 2006 bis August 2007 war er verantwortlich für Landwirtschaft und Weizen.
Sein Nachfolger wurde ab August 2010 John Duncan. Er arbeitete von 1972 bis 1993 in der Holzindustrie an der Küste British Columbias.
Im Jahr 2015 wurde das Ministerium umbenannt in Minister of Aboriginal Affairs and Northern Development.
2019 gibt es zwei getrennte Ministerien. Seit November 2015 arbeitet Carolyn Bennett an allen juristischen Fragen, insbesondere an Vertragsfragen zwischen Ottawa und den Autochthonen und an der Lenkung der zahlreichen Bundesbehörden, die im Norden oder in den Vertragsgebieten tätig sind. Ihr Titel lautet seit 2017 Minister of Crown-Indigenous Relations and Northern Affairs. Seamus O’Regan ist als Minister of Indigenous Services vorrangig für konkrete soziale Programme zuständig, also für die praktische Umsetzung der Politik, er dient als erster Ansprechpartner der betreffenden Völker.
Zur Umsetzung seiner Aufgaben im hohen Norden bedient sich der Bereich der Canadian Northern Economic Development Agency – Agence canadienne de développement économique du Nord.

## Landrückkauf in Saskatchewan (Treaty Land Entitlement, seit 1992)
Am 10. Januar 2008 feierte Strahl mit der Muskoday First Nation und ihrem Häuptling Austin Bear, sowie June Draude, Saskatchewan Minister of First Nations and Métis Relations, ein seit 1992 verhandeltes Abkommen. Strahls Rolle war insofern bezeichnend, als es hierbei um Zusagen aus Verträgen der Jahre ab 1874 ging, der so genannten Numbered Treaties, die aber nur teilweise umgesetzt worden waren. 1992 stellte man fest, dass 33 der 72 Stämme davon betroffen waren, und trat mit 25 von ihnen in Verhandlungen ein (Treaty Land Entitlement). Dazu sollen die Stämme Geld für Landkäufe erhalten, die ihre Verluste kompensieren können. Derzeit bestehen mit vier Stämmen solche Verträge. Im März und Juni 1996 unterzeichneten die Cowessess und die Carry The Kettle First Nation, im Oktober 2000 die Kawacatoose First Nation einen Vertrag.
Diese Verträge bewegen sich in einem eigenwilligen Umfeld. Das betroffene Land ist nämlich Crown Land, das noch aus der britischen Kolonialzeit stammt. Prinzipiell ging dieses Land 1930 in den Besitz der Provinz, in diesen Fällen Saskatchewan über, so dass die Bundesregierung gar nicht der Vertragspartner sein dürfte. Doch bestimmte eine Klausel, dass, falls mit Bezug auf dieses Kronland noch Verpflichtungen seitens der Bundesregierung bestehen sollten – was hier der Fall war –, so musste dieses Land an Ottawa zurückgegeben werden. Daher ist das Ministerium für Indianische und Nördliche Angelegenheiten zuständig.
Die Berechnung der Landfläche, die den Indianern laut Verträgen zustand, bereitete große Probleme. Eine Position besagte, dass historische Quellen ermitteln müssen, wie viele Personen oder Familien kein Land aus den Numbered Treaties bekommen hatten. Diese Zahl sollte dann mit 128 Acre multipliziert werden, der Fläche, die jedem Einzelnen damals zugestanden hätte. Doch der Geist der Verträge war ein anderer, denn die Stämme sollten auskömmlich leben können. Doch waren diese Stämme inzwischen meist viel zahlreicher geworden. Letztlich einigte man sich darauf, dass man den prozentualen Anteil der damals Übervorteilten oder Vergessenen berechnete und auf die heutige, meist viel größere Bevölkerung umrechnete. Diese Fläche wiederum musste in einen adäquaten Preis entsprechend der aktuellen Preisentwicklung bei Vertragsabschluss umgerechnet werden, um eine Entschädigungssumme zum Landerwerb berechnen zu können. Dieses Land konnte wiederum Reservatsstatus erhalten, also unverkäuflich sein.
Darüber hinaus entscheidet der Stamm insgesamt, was gekauft wird, und es kann auch Nicht-Kronland gekauft werden. Um Kosten und Landpreise in der jeweiligen Region nicht in die Höhe zu treiben, wird die Auszahlung auf 12 Jahre verteilt. Insgesamt handelt es sich um 539 Millionen Dollar für rund 2.000.000 Acre Land. Angesichts der Tatsache, dass der heutige Wert des gesamten Landes, das die Stämme der Provinz aufgegeben haben, auf 61 Milliarden Dollar geschätzt wird, immer noch eine geringe Summe. Saskatchewan beteiligt sich dabei mit 30 bis 49 %, je nach den Summen, die die Provinz durch Umsiedlungen bei der Reservatsversorgung einsparen kann. Außerdem erhofft sich die Provinz hohe Einsparungen bei der Unterstützung für verarmte Reservatsangehörige. Die 9 % der Bevölkerung, die die Indianer in der Provinz darstellen, besitzen derzeit nur 1 % des Landes, eine Fläche, die sich am Ende des Prozesses verdoppelt haben soll.

## Verträge mit den Inuit
Das Ministerium spielte ebenfalls eine wichtige Rolle bei Verträgen mit den Inuit. Das Abkommen der Baie James und des Quebecer Nordens mit den Inuit und den Cree von Québec wurde 1975 unterzeichnet. 1984 unterzeichneten die Inuvialuit in den Northwest Territories einen Vertrag mit der Regierung von Kanada. Am 22. Januar 2005 taten dies auch die Inuit von Nunatsiavut (Labrador) mit Kanada, Neufundland und Labrador. International Beachtung fand allerdings viel mehr die Abmachung, die 1993 bzw. 1999 zur Gründung von Nunavut führte, der Provinz mit der derzeit größten Autonomie.

## Analoge Institutionen in den Provinzen und Territorien
Die Provinzen und Territorien Kanadas haben entsprechend der Bundesinstitution eigene „Ureinwohnerministerien“ eingerichtet. So ist in den Nordwest-Territorien das Department of Aboriginal Affairs and Intergovernmental Relations (DAAR) zuständig, in British Columbia das Ministry of Aboriginal Relations and Reconciliation, in Manitoba Manitoba Aboriginal and Northern Affairs.